# Bloedbad van Parijs
Het Bloedbad van Parijs speelde zich af naar aanleiding van een massademonstratie op 17 oktober 1961 die in de Franse hoofdstad werd gehouden door Algerijnse demonstranten. Deze protesten werden georganiseerd door een Franse tak van het Algerijnse Front de libération nationale (FLN). Door het hardhandig optreden van de Parijse politie en de hulp die ze kreeg van omstaanders om lichamen in de Seine te doen verdwijnen, vielen naar schatting 40 tot 200 doden onder de demonstranten. 

## Context
In 1954 startte het Algerijnse Front de libération nationale (FLN) een onafhankelijkheidsoorlog tegen de Franse overheersing in Algerije. Frans-Algerije was op dat moment een departement van Frankrijk en werd niet beschouwd als een kolonie. Zij werden gesteund door de Egyptische president Nasser. Onder impuls van het Arabisch nationalisme trokken de onafhankelijkheidsstrijders ten oorlog tegen de Fransen.
Het Franse leger en het Vreemdelingenlegioen werden grondig uitgebreid en brachten grote delen van het land onder controle, maar ze konden het FLN niet verslaan. De opstand ontaardde in geweld en terreur door beide partijen. Algerijnse gevangenen werden gemarteld en in Frankrijk pleegde het FLN op grote schaal aanslagen om de steun voor de oorlog te ondermijnen.
In de drie jaren voorafgaand aan het bloedbad kwamen meer dan vijftig agenten om het leven door aanslagen gepleegd door Algerijnse nationalisten. Dit leidde tot een gespannen sfeer binnen de Parijse politie.

## Gebeurtenissen

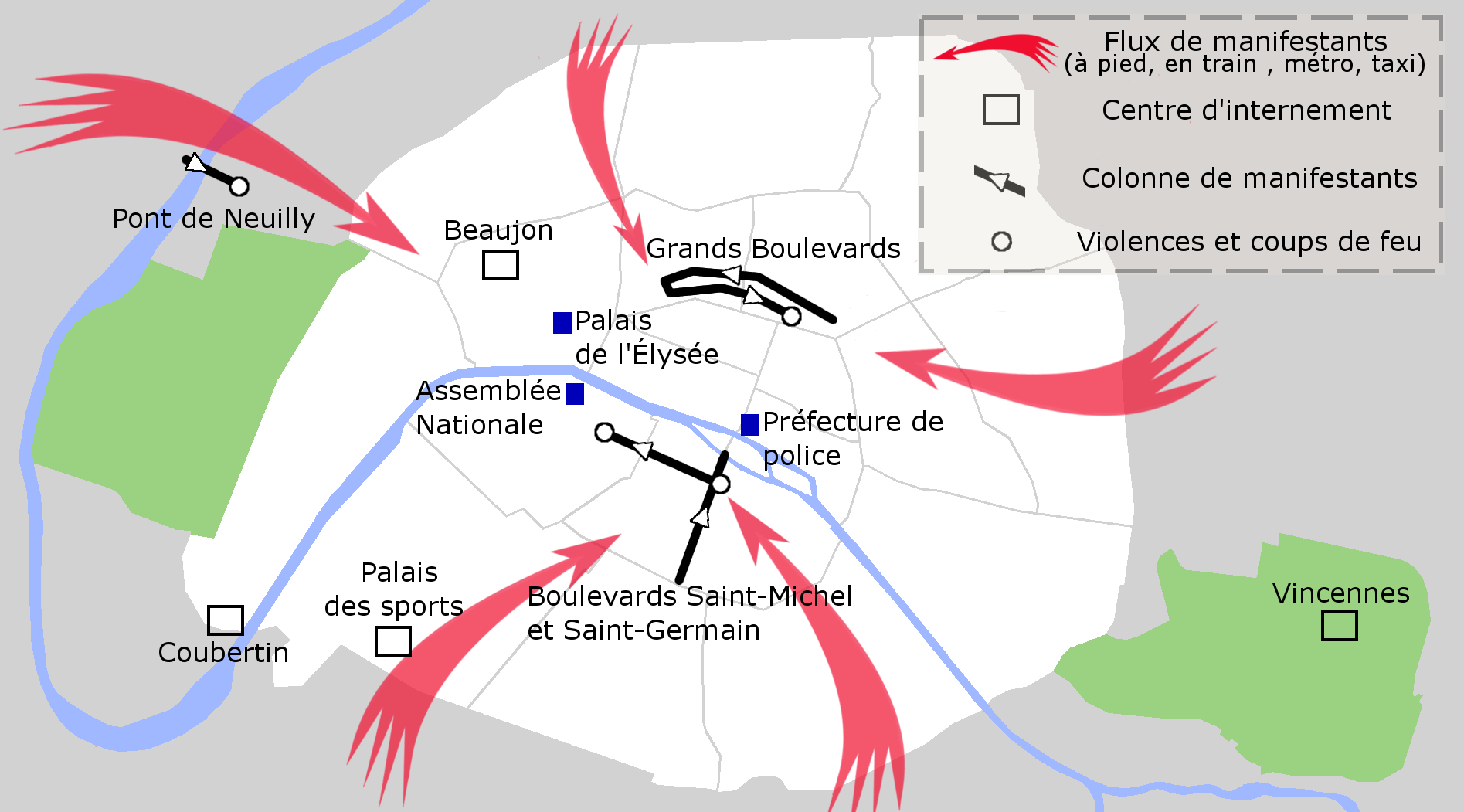
Verloop van de demonstraties

Naar aanleiding van de begrafenis van een politieagent begin oktober 1961, sprak de politieprefect Maurice Papon opruiende taal tot het korps: “Voor elke klap die we krijgen, zullen we er tien teruggeven”. De prefect spoorde het korps aan “subversief” te zijn en beloofde dat hij hen altijd zou indekken. Wanneer de politie een Noord-Afrikaan zou neerschieten, zou gezegd worden dat hij bewapend was.
Op 6 oktober 1961 werd door de Parijse politie een uitgaansverbod uitgevaardigd. Tussen 20 uur 30 en 5 uur 30 de dag erna mochten moslims met Algerijnse roots zich niet meer op straat vertonen. Cafés waar veel Algerijnen kwamen, moesten om 19 uur al dicht.
Deze maatregelen ontwrichtten het leven van de Algerijnen in Parijs; Algerijnen die ‘s nachts werkten konden niet meer naar het werk, restaurantbezoeken dienden voor 19 uur afgerond te zijn en de maatregel was eveneens in strijd met de principes van gelijkheid voor de wet. Algerijnen dienden op dat moment beschouwd te worden als Franse staatsburgers.
Dit uitgaansverbod was voor de Franse tak van het FLN een van de redenen om op dinsdagavond 17 oktober 1961 te gaan demonstreren in Parijs. De organisatoren beseften dat de betoging op geweld kon uitdraaien en riepen de demonstranten op om zeker geen wapens mee te nemen.
Toen op 17 oktober 1961 de eerste 20.000 tot 30.000 demonstranten vanuit de banlieues het centrum van Parijs bereikten, werden ze belaagd door de Franse politie met knuppels. Op sommige plaatsen, zoals aan de Pont de Neuilly, werden mitrailleurs ingezet om de demonstranten onder vuur te nemen. Hierbij viel een groot aantal slachtoffers.
Op bruggen over de Seine werden de Algerijnse demonstranten door de politie aan beide kanten ingesloten. De politie begon op de demonstranten te meppen en gooiden hen, al dan niet levend, in de rivier. Er vielen die avond tussen de 40 en de 200 dodelijke slachtoffers door het politieoptreden.
Duizenden deelnemers van de betoging werden afgevoerd naar verschillende verzamelcentra verspreid over de stad. Een aantal verzamelcentra werden tijdens de Tweede Wereldoorlog nog gebruikt door het Vichyregime. Op deze locaties werden zij gemarteld en in elkaar geslagen door hun bewakers.
Een van de locaties waar de demonstranten werden opgesloten was het Palais des Sports in Parijs. Op 19 oktober 1961 moesten de Algerijnse gevangenen naar een braakliggend terrein naast de concertzaal verhuizen. Er was die avond een optreden gepland van de Amerikaanse zanger Ray Charles en dat moest doorgaan zonder obstakels. Nadat de Franse politie van iedereen een foto had gemaakt om na te gaan of de betogers eerder in aanraking waren gekomen met de politie, werden de gevangenen op 22 oktober 1961 vrijgelaten.
Degenen die eerder in aanraking kwamen met de politie werden uitgewezen naar Algerije om daar in een gevangenenkamp terecht te komen.

## Gevolgen
De dagen nadien bleef de ratonnade of ‘rattenjacht’ voortduren. Iedereen die er Algerijns uitzag moest op het openbaar vervoer vrezen voor arrestatie. Andere Noord-Afrikanen hingen bordjes met hun nationaliteit ‘Marokkaans’ aan hun deur. Duizenden werden gedeporteerd naar Algerije. En in Parijs spoelden de weken nadien nog tientallen lijken aan op de oevers van de Seine.
De gebeurtenissen passeerden vrij geruisloos. De media spraken nauwelijks over het bloedbad en een van de fotografen die beelden van de gebeurtenissen kon nemen, vond geen enkele geïnteresseerde krant. Le Figaro hekelde zelfs de gewelddadigheid van de Algerijnen.
De gebeurtenissen leidden tot een debat binnen de regering-Debré. Twee ministers vroegen om een onderzoek, maar kregen te weinig steun. Binnen de Algerijnse gemeenschap bleef het ook stil; zij waren nog te afhankelijk van hun Franse bazen.
Politieprefect Maurice Papon, onder wiens leiding de gebeurtenissen plaatsvonden, kon zijn carrière redelijk ongestoord verder zetten. Een aantal maanden na de feiten verklaarde hij aan zijn agenten dat ze de slag om Parijs hadden “gewonnen”. Later werd hij penningmeester in de partij van De Gaulle en nog later minister van Financiën en Begroting tijdens het presidentschap van Valéry Giscard d’Estaing.
Eind jaren ‘90 werd Papon door de rechtbank verantwoordelijk gesteld voor zijn betrokkenheid als politiechef bij de deportatie van meer dan 1.500 joden tijdens de Tweede Wereldoorlog. Tijdens dat proces werd het bloedbad van 17 oktober 1961 ook een onderwerp van nationaal debat in Frankrijk.

## Herdenking

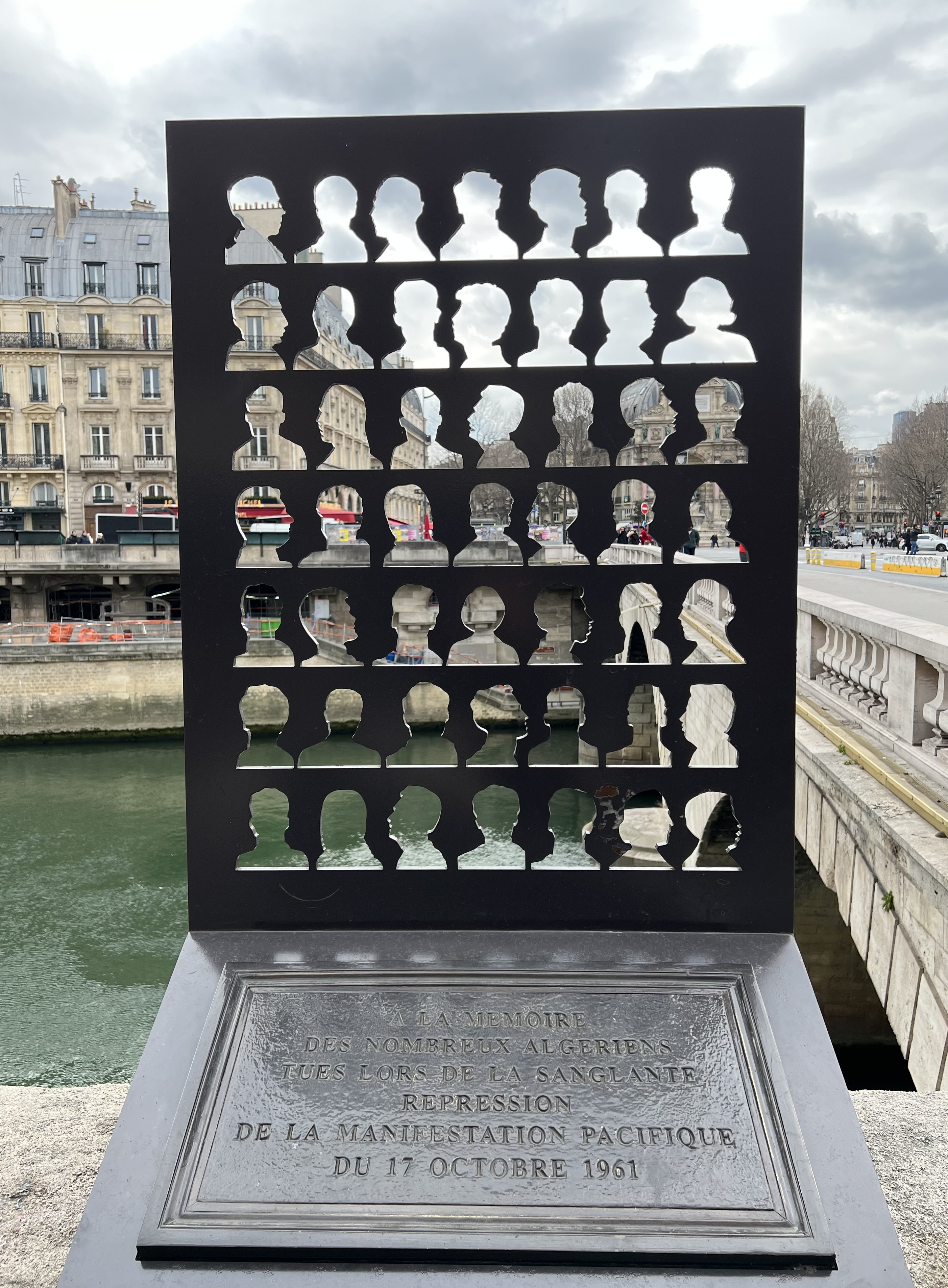
Herdenkingsmonument bij de Pont Saint-Michel

De krant Libération publiceerde in oktober 1980 een artikel met als kop: “Negentien jaar geleden: een racistische slachting in Parijs.” Begin jaren ‘90 volgden vele publicaties en een documentaire over de gebeurtenissen.
Op 17 oktober 2001 liet de burgemeester van Parijs, Bertrand Delanoë, een herdenkingsplaat voor de “talrijke” slachtoffers ophangen aan de Pont Saint-Michel. Nog eens elf jaar later sprak de Franse president François Hollande over “Algerijnen die gedood werden in een bloedige repressie”.
In 2021 ging president Emmanuel Macron nog verder en had het over een “onvergeeflijke misdaad”. Hij woonde, als eerste Franse president, een herdenking bij voor de slachtoffers van 17 oktober 1961. Maar er werden geen formele excuses aangeboden.
In juni 2022 berichtte de nieuwswebsite Mediapart over vrijgegeven archiefdocumenten uit het presidentschap van De Gaulle, die zouden bevestigen dat de president van de republiek snel op de hoogte was van de omvang van het bloedbad en de criminele daden van de Franse politie op 17 oktober en de daaropvolgende weken. Historici die gespecialiseerd zijn in de periode bevestigden tegenover de krant dat deze documenten aantonen dat generaal de Gaulle op de hoogte werd gebracht van de situatie in de dagen na het bloedbad. Bepaalde documenten brengen de wens van Charles de Gaulle naar voren om de schuldigen te straffen en de invoering van straffeloosheid binnen de Franse politie te weigeren. Volgens historicus Gilles Manceron maakte De Gaulle zijn verlangen naar sancties ondergeschikt aan zijn angst dat dit zijn politieke meerderheid zou breken. In dat jaar werd in de Parijse voorstad Garges-lès-Gonesse een herdenkingsmonument voor de slachtoffers ingehuldigd (Stèle commémorative en mémoire des événements du 17 octobre 1961).
Op 28 maart 2024 stemde de Assemblée nationale een resolutie die het bloedbad erkende en veroordeelde als "bloedige en moorddadige repressie".
Toen de Algerijnse delegatie op 26 juli 2024 werd rondgevaren op de Seine voor de opening van de Olympische Spelen, wierpen ze bij de brug waar hun landgenoten in 1961 van waren gegooid, rozen in het water bij wijze van eerbetoon.